# حصاد الكبرياء (رواية)
رواية حصاد الكبرياء (بالإنجليزية: Pride's Harvest)‏ هي رواية للكاتب الأسترالي جون كليري. نشرت عام 1991، وكان الكتاب الثامن الذي يضم المحقق في جرائم القتل في سيدني سكوبي مالون.